# Ловац на змајеве
Ловац на змајеве (енгл. The Kite Runner) је дебитантски роман Халеда Хосеиниа. Издат је 2003. године од стране америчког Риверхед букса а четири године касније адаптиран је у истоимену филмску причу.
Хосеини је прокоментарисао да сматра да је роман прича о односу оца и сина, наглашавајући породичне аспекте наратива, елемент који је наставио да користи у својим каснијим радовима. Теме кривице и искупљења су истакнуте у роману, са кључном сценом која приказује чин сексуалног напада који се догодио против Хасана који Амир не успева да спречи. Ситуација у целини била је главни разлог зашто је Амирово и Хасаново пријатељство прекинуто. Друга половина књиге усредсређена је на Амирове покушаје да се искупи за овај преступ спасавањем Хасановог сина две деценије касније.
Ловац на змајеве постао је бестселер након што је штампан у меком повезу и популаризован је у клубовима за књиге. Појављивао се на листи бестселера Њујорк Тајмса више од две године, са преко седам милиона продатих примерака у Сједињеним Државама. Рецензије су углавном биле позитивне, иако су делови заплета изазвали значајне контроверзе у Авганистану. Неколико адаптација је направљено након објављивања, укључујући истоимени филм из 2007, неколико сценских представа и графички роман. Роман је такође доступан у аудио-књиги са више ЦД-ова коју је прочитао аутор.

## Састав и публиковање
Халед Хосеини је радио као медицински интерниста у болници у Калифорнији неколико година прије него што је објавио овај роман. Године 1999, Хосеини је кроз новински извештај сазнао да су талибани забранили летење змајева у Авганистану, ограничење које је сматрао посебно окрутним. Вест је за њега била „погодила лични жиг“, пошто је одрастао уз овај спорт док је живео у Авганистану. Био је мотивисан да напише кратку причу од 25 страница о двојици дечака који пуштају змајеве у Кабулу. Хосеини је доставио копије издавачима Esquire и The New Yorker, који су га одбили. Поново је открио рукопис у својој гаражи у марту 2001. и почео да га шири у нови формат на предлог пријатеља. Према Хосеинију, наратив је постао „много мрачнији“ него што је првобитно намеравао. Његова уредница, Синди Шпигел, „помогла му је да преради последњу трећину свог рукописа“, нешто што она описује као релативно уобичајено за први роман.
Као и код Хосеинијевих наредних романа, овај роман покрива вишегенерацијски период и фокусира се на однос између родитеља и њихове деце. Ово последње је било ненамерно; Хосеини је развио интересовање за ову тему док је био у процесу писања. Касније је открио да је често смишљао делове заплета цртајући исте. На пример, није одлучио да Амира и Хасана учини браћом све док то није „нацртао“.
Као и Амир, протагониста романа, Хосеини је рођен у Авганистану и напустио је земљу као млад, вративши се тек 2003. године. Стога су га често испитивали о обиму аутобиографских аспеката књиге. Као одговор, он је рекао: „Када кажем да сам нешто од тога ја, онда људи изгледају незадовољно. Паралеле су прилично очигледне, али... оставио сам неколико ствари нејасним јер сам желео да излудим клубове за књиге.“ Пошто је напустио земљу отприлике у време совјетске инвазије, осећао је извесну дозу кривице преживелих: „Кад год сам читао приче о Авганистану, моја реакција је увек била обојена кривицом. Многи моји пријатељи из детињства имали су веома тежак период. Неки наших рођака су умрли. Један је умро у камиону са горивом покушавајући да побегне из Авганистана [инцидент који Хосеини измишља у роману]. Он је био једно од деце са којима сам одрастао уз летење змајева. Његов отац је упуцан." Без обзира на то, он тврди да је заплет измишљен. Касније, када је писао свој други роман, Хиљаду чудесних сунаца (тада под називом Сањати у граду Титаник), Хосеини је приметио да је срећан што су главни ликови жене јер би то „требало једном заувек да стави тачку на аутобиографско питање“.
Riverhead Books је објавио роман, наручивши почетно штампање од 50.000 примерака у тврдом повезу. Објављено је 29. маја 2003. године, а издање у меком повезу објављено је годину дана касније. Хосеини је узео једногодишње одсуство у медицини како би промовисао књигу, потписивао копије, говорио на разним догађајима и прикупљао средства за авганистанске циљеве. Првобитно објављен на енглеском, роман је касније преведен на 42 језика за објављивање у 38 земаља. Године 2013. је објавио јубиларно издање за десету годишњицу са новом корицом са златним оквиром и Хосеинијевим предговором. Исте године, 21. маја, Халед Хосеини је објавио још једну књигу под називом А планине одјекнуше.

## Радња романа

### Први део
Амир, добростојећи паштунски дечак, и Хасан, дечак Хазара који је син Алија, слуге Амировог оца, проводе дане летећи змајем у дотад мирном граду Кабулу. Летење змајева је био начин да се побегне од ужасне стварности у којој су живела два дечака. Хасан је успешан "тркач змајева" за Амира; зна где ће змај слетети а да га не гледа. Оба дечака су без мајке: Амирова мајка је умрла на порођају, док је Хасанова мајка, Санаубар, једноставно напустила њега и Алија. Амиров отац, богати трговац којег Амир с љубављу назива Баба, воли оба дечака. Он покушава да купи Хасану потпуно исте ствари као и Амир, на Амирово нервирање. Чак плаћа да се Хасанов расцеп усне хируршки исправи. С друге стране, Баба је често критичан према Амиру, сматрајући га слабим и без храбрости, чак му прети да ће га физички казнити када се жали на Хасана. Амир проналази љубазнију очинску фигуру у Рахим Кану, Бабином најближем пријатељу, који га разуме и подржава његово интересовање за писање, док Баба то занимање сматра достојним само за жене. У ретким тренуцима, када Амир седи у Бабином крилу уместо да га отерају као гњаву, он пита зашто његов отац пије алкохол који је ислам забранио. Баба му каже да су Муле лицемери и да је једини прави грех крађа која има много облика.
Асеф, старији дечак са садистичким укусом за насиље, руга се Амиру због дружења са Хазаром који је, по њему, инфериорна раса чији припадници припадају само Хазараџату. Асеф је и сам само пола Паштун, има мајку Немицу и типичну плавокосу и плавооку немачку појаву. Једног дана, спрема се да нападне Амира, али Хасан брани Амира, претећи да ће Асефу испалити око праћком. Асеф одустаје, али се куне да ће се једног дана осветити.
Једног тријумфалног дана, Амир побеђује на локалном турниру у борби змајева и коначно зарађује Бабину похвалу. Хасан трчи по последњег одсеченог змаја, велики трофеј, говорећи Амиру: "За тебе, хиљаду пута." Међутим, након што је пронашао змаја, Хасан наилази на Асефа у уличици. Хасан одбија да се одрекне змаја, а Асеф га жестоко туче и силује. Амир је сведок чина, али је превише уплашен да би интервенисао. Он зна да ће Баба бити мање поносан на њега ако не успе да донесе змаја кући. Осећа се невероватно кривим, али зна да би његов кукавичлук уништио сваку наду у Бабину наклоност, па ћути о инциденту. Након тога, Амир се држи подаље од Хасана; његово осећање кривице га спречава у интеракцији са дечаком. Хасаново ментално и физичко благостање почиње да се погоршава.
Амир почиње да верује да би живот био лакши да Хасана нема, па подметне сат и нешто новца под Хасанов душек у нади да ће га Баба натерати да оде; Хасан лажно признаје када се суочи са Бабом. Иако Баба верује да „нема беднијег дела од крађе“, он му опрашта. На Бабину жалост, Хасан и Али ипак одлазе, јер је Хасан рекао Алију шта му се догодило. Амир је ослобођен свакодневног подсећања на свој кукавичлук и издају, али и даље живи у њиховој сенци.

### Други део
Године 1979. пет година касније, Совјетски Савез је војно интервенисао у Авганистану. Баба и Амир беже у Пешавар у Пакистану, а затим у Фремонт у Калифорнији, где се настањују у оронулом стану. Баба почиње да ради на бензинској пумпи. Након што је завршио средњу школу, Амир похађа часове на Државном универзитету Сан Хозе како би развио своје вештине писања. Сваке недеље Баба и Амир зарађују додатни новац продајом половних робе на бувљој пијаци у Сан Хозеу. Тамо Амир упознаје другу избеглицу Сорају Тахери и њену породицу. Баби је дијагностикован терминални рак, али је и даље способан да Амиру пружи последњу услугу: тражи дозволу од Сорајиног оца да се Амир ожени њоме. Он пристаје и њих двоје се венчавају. Убрзо након тога Баба умире. Амир и Сораја живе у срећном браку, али на своју жалост сазнају да не могу имати децу.
Амир креће у успешну каријеру романописца. Петнаест година након венчања, Амир добија позив од најбољег пријатеља његовог оца (и његовог оца из детињства) Рахима Кана. Кан, који умире, тражи од Амира да га посети у Пешавару. Он загонетно каже Амиру: „Постоји начин да поново будеш добар.“

### Трећи део
Од Рахима Кана, Амир сазнаје да су Хасан и Али мртви. Али је убијен од нагазне мине. Хасан и његова супруга убијени су након што је Хасан одбио да дозволи талибанима да конфискују Бабину и Амирову кућу у Кабулу. Рахим Кан даље открива да је Али био стерилан и да није био Хасанов биолошки отац. Хасан је заправо био син Санаубара и Бабе, што га чини Амировим полубратом. Коначно, Кан каже Амиру да је разлог зашто је позвао Амира у Пакистан да га замоли да спасе Хасановог сина, Сохраба, из сиротишта у Кабулу.
Амир тражи Сохраба, у пратњи Фарида, авганистанског таксисте и ветерана рата са Совјетима. Сазнају да талибански званичник често долази у сиротиште, доноси готовину и обично води девојку са собом. Повремено бира дечака, недавно Сохраба. Директор сиротишта говори Амиру како да пронађе службеника, а Фарид обезбеђује састанак у његовој кући тврдећи да има "лични посао" са њим.
Амир упознаје вођу талибана, који се открива као Асеф. Сохраб је држан у Асефовој кући као дечак који игра. Асеф пристаје да га се одрекне ако га Амир победи у борби. Асеф затим гадно туче Амира, сломивши неколико костију, све док Сохраб не користи праћку да испали месингану лопту у Асефово лево око. Сохраб помаже Амиру да изађе из куће, где се онесвести и пробуди у болници.
Амир говори Сохрабу о својим плановима да га врати у Америку и да га можда усвоји. Међутим, америчке власти захтевају доказе о Сохрабовом статусу сирочета. Амир каже Сохрабу да ће се можда морати вратити у сиротиште на неко време јер су наишли на проблем у процесу усвајања, а Сохраб, уплашен повратком у сиротиште, покушава самоубиство. Амир на крају успева да га врати у Сједињене Државе. Након усвајања, Сохраб одбија да комуницира са Амиром или Сорајом све док се Амир не присети Хасана и змајева и покаже неке од Хасанових трикова. На крају, Сохраб се само искоса осмехује, али Амир то прихвата свим срцем док трчи за змајем са Сохрабом, говорећи: "За тебе, хиљаду пута."

## Ликови
- Амир (назван Амир Кадири у филмској адаптацији 2007, презиме није наведено у књизи) је протагониста и наратор романа. Халед Хосеини је признао да је лик „недопадљива кукавица која није успела да притекне у помоћ свом најбољем пријатељу“ током већег дела приче; сходно томе, Хосеини је одлучио да створи симпатије према Амиру кроз околности, а не кроз личност која му је дата до последње трећине књиге.[6] Рођен у паштунској породици 1963. године, мајка му је умрла док га је рађала. Као дете, ужива у приповедању прича и Рахим Кан га охрабрује да постане познати писац. Са 18 година, он и његов отац беже у Америку након совјетске војне инвазије на Авганистан, где остварује свој сан да буде писац.
- Хасан је Амиров најближи пријатељ из детињства. Описано је да има лице кинеске лутке, зелене очи и зечју усну. Хосеини га сматра равним ликом у смислу развоја; он је "диван момак и навијаш за њега и волиш га, али није компликован".[7]
- Баба је Амиров отац и богати бизнисмен који помаже заједници оснивањем предузећа за друге и градњом новог сиротишта. Он је Хасанов биолошки отац, што крије од своје деце и чини се да га фаворизује у односу на Амира. Баба не подржава екстремистичке верске ставове свештеника у Амировој школи. После бекства у Америку, ради на бензинској пумпи. Умире од рака 1987. године, убрзо након Амировог и Сорајиног венчања.
- Али је Бабин слуга, Хазара за кога се верује да је Хасанов отац. Бабин отац га је као дете усвојио након што му је родитеље убио пијани возач. Пре догађаја у роману, Али је оболео од дечје парализе, због чега му је десна нога постала бескорисна. Због тога Алија стално муче деца у граду. Касније га је убила нагазна мина у Хазараџату.
- Рахим Кан је Бабин одани пријатељ и пословни партнер.
- Сораја је млада Авганистанка коју Амир упознаје и жени у Сједињеним Државама. Хосеини је првобитно написао сценарио за лик Сораја која је Американка, али је касније пристао да је препише као авганистанског имигранта након што његов уредник није сматрао да њена позадина није веродостојна за њену улогу у причи. Промена је резултирала опсежном ревизијом трећег дела. У коначном нацрту, Сораја живи са родитељима, авганистанским генералом Тахеријем и његовом супругом, и жели да постане професор енглеског. Пре него што је упознала Амира, побегла је са дечком Авганистаном у Вирџинији, што ју је, према авганистанској култури, учинило неподобном за брак. Пошто Амир није вољан да се суочи са сопственим прошлим поступцима, он се диви Сораји због њене храбрости у признавању и превазилажењу својих прошлих грешака.
- Сохраб је Хасанов син, којег је Асеф заробио након што су Хасан и његова жена убијени. Сохраба је на крају спасао Амира и одвео га да живи у Америци као Амиров и Сорајин усвојени син.
- Асеф је главни антагониста романа. Он је син оца Паштуна и мајке Немице и верује да су Паштуни супериорнији од Хазара, иако он сам није потпуни Паштунац. Као тинејџер, он је насилник из комшилука и заљубљен је у Хитлера и нацизам. Амир га описује као "социопату". Силује Хасана да би се осветио Амиру. Као одрасла особа, придружује се талибанима и сексуално злоставља Хасановог сина, Сохраба и другу децу из Сохрабовог сиротишта.
- Санаубар је Алијева жена и Хасанова мајка. Убрзо након Хасановог рођења, она бежи од куће и придружује се групи путујућих плесача. Касније се враћа Хасану у његовом одраслом добу. Да би надокнадила своје занемаривање, она даје фигуру баке за Сохраба, Хасановог сина.
- Фарид је таксиста који је у почетку непријатељски расположен према Амиру, али се касније спријатељи са њим. Двоје од Фаридових седморо деце погинуло је од нагазне мине, катастрофе која је унаказила три прста на његовој левој руци, а такође му је однела и неке ножне прсте. Након што је провео ноћ са осиромашеном породицом Фаридовог брата, Амир скрива свежањ новца испод душека, желећи да им помогне.
- Генерал Тахери је отац Сораје, бившег војног генерала у авганистанској војсци. Има веома традиционалистички поглед на живот, упркос добронамерности, и опседнут је чашћу и утиском друштва на њега и његову породицу, што изазива мање сукобе између њега и Сораје, а касније, донекле и Амира. Међутим, ово су врло мали сукоби и све се касније измишља.
- Мајка Џамиле Тахери је мајка Сораје, која обожава Амира након што се Амир ожени Сорајом.
- Канум Тахери

## Теме

### Злочин, кривица, издаја и искупљење
Пошто су њене теме о пријатељству, издаји, кривици, искупљењу и нелагодној љубави између очева и синова универзалне теме, а не посебно авганистанске, књига је успела да допре до културних, расних, верских и родних разлика како би одјекнула код читалаца различитих позадине. — Халед Хосеини, 2005.
Тема целе приче врти се око овог савета који је Баба дао Амиру: „Када убијеш човека, украдеш живот“, рекао је Баба. „Украдете право његовој жени на мужа, отимате његовој деци оца. Када лажете, некоме крадете право на истину. Када вараш, ти крадеш право на правичност.” На овај или онај начин, сви умешани ликови су починили ове увредљиве злочине. Питање у којој мери је и сам Баба био у стању да држи корак са својим саветима, да се запита да ли је био оштар према Амиру само зато што је мрзео себе због онога што је урадио, и на крају прича се завршава тако што је јадни Хасан жртва, Баба умире од кривице и нерешен проблем који Амир касније открива да би платио цену и поново исправио ствари.
Хосеини идентификује бројне теме које се појављују у роману, али рецензенти су се фокусирали на кривицу и искупљење. Као дете, Амир не успева да спасе Хасана у чину кукавичлука и после тога пати од свеобухватне кривице. Чак и након што је напустио земљу, преселио се у Америку, оженио се и постао успешан писац, не може да заборави инцидент. Хасан је „све-жртвовани Христов лик, онај који чак и у смрти позива Амира на искупљење“. Након Хасанове смрти од стране талибана, Амир почиње да се искупљује спасавањем Хасановог сина Сохраба. Хосеини повлачи паралеле током потраге за Сохрабом како би створио утисак поетске правде; на пример, Амир добија подељену усну након жестоких батина, слично Хасановој зечјој усни. Упркос томе, неки критичари су довели у питање да ли се протагониста у потпуности искупио.
Амирова мотивација за издају у детињству је укорењена у његовој несигурности у вези са његовим оцем. Однос између родитеља и њихове деце је истакнут у роману, а у интервјуу, Хосеини је елаборирао: И Ловац на змајеве и Хиљаду чудесних сунаца су вишегенерацијски, па је однос између родитеља и детета, са свим његовим манифестним сложеностима и контрадикторностима, истакнута тема. Нисам то намеравао, али ме, изгледа, живо занима како се родитељи и деца воле, разочаравају и на крају поштују. На један начин, два романа су последица: Ловац на змајеве је била прича оца и сина, а Хиљаду чудесних сунаца се може посматрати као прича мајке и ћерке.
Приликом адаптације романа за позориште, редитељ Ерик Роуз је изјавио да су га у наратив привукле „теме издаје свог најбољег пријатеља због љубави према свом оцу“, које је упоредио са шекспировском литературом. Током читаве приче, Амир жуди за очевом наклоношћу; његов отац, заузврат, воли Амира, али фаворизује Хасана, идући до тога да плати пластичну операцију да поправи расцеп усне потоњем.
Док је председник Хамид Карзаи потписао споразум о забрани бача базија (обичај створен у Авганистану који укључује сексуално злостављање деце између старијих мушкараца и младих адолесцената, мушкараца или дечака), корупција, безакоње и сиромаштво омогућиће бизнису да напредује. Штавише, администрација Кабула не види борбу против злостављања сиромашне деце као приоритет. Док је роман Халеда Хосеинија разоткрио бача бази, потребан је већи међународни притисак да се та одвратна пракса оконча.

### Бежање од прошлости
Још једна истакнута тема је приказана када Хосеини користи заплет да покаже како ликови не могу да побегну од своје прошлости, посебно кроз Амира и Бабу. Након што је сведочио како је Хасан силован, кривица коју Амир осећа што није ускочио да то заустави прогања га до краја живота и одређује многе његове будуће поступке. Од смештања Хасану и окончања Алијеве и Бабине 40-годишње везе, до путовања у Авганистан да спасе сопственог сина, Амир изнова и изнова показује да не може да заборави шта се догодило Хасану. Он очајнички покушава да то надокнади, па чак и ставља свој живот на коцку борећи се са Асефом како би повратио Сохраба, и усваја га као сопственог сина. Када се Амир сели у Америку како би избегао ужасе у Авганистану и бол који осећа да не помаже Хасану, он коментарише промену, напомињући „Кабул је за мене постао град духова. Град духова са зечевима. Америка је била другачија. Америка је била река која је тутњала, не обазирући се на прошлост. Могао бих да уђем у ову реку, да пустим да се моји греси удаве на дно, да ме воде однесу негде далеко. Негде без духова, без сећања и без греха.” Амир се бори да се избори са тим догађајем преселивши се у Америку где мисли да може да побегне од ужаса Авганистана. Он описује Америку као реку, што симболизује његову жељу да једноставно одлута. Као што река увек тече, Амир покушава да настави даље, и чим схвати да не може и симболично се враћа на обалу реке, док се враћа у Авганистан да спаси Сохраба.
Када заврши своју мисију спасавања Сохраба и разговара са Рахимом Каном о томе, Кан примећује Бабу, коментаришући „Волео сам га зато што ми је био пријатељ, али и зато што је био добар човек, можда чак и велики човек. И то је оно што желим да схватите, да је добро, стварно добро, рођено из кајања вашег оца. Понекад, мислим да је све што је радио, хранио сиромашне на улици, градио сиротиште, давао новац пријатељима у невољи, све је то био његов начин да се искупи. И то је, верујем, оно што је право искупљење, Амир џане, када кривица води ка добру.” На сличан начин на који Амир себи никада не може опростити Хасаново силовање, Баба себи не може опростити оца Хасана. Годинама се брине о ванбрачном сину у сопственој кући, иако ту истину нико око њега осим Алија не зна. Његово кајање и жеља за искупљењем наводи га да уради неколико ствари које иначе не би урадио, као што је помоћ онима којима је потребна. Ово се односи на Амира, јер он не успева да помогне свом пријатељу, Хасану, када је у невољи, и као резултат тога проводи значајан део свог живота смишљајући како да ствари исправи. Намерна алитерација овог цитата између кривице и добра показује узрочност између кривице и добра; односно када се ликови осећају кривим, покушавају да изврше добре радње како би то надокнадили. Стога, кроз Амира и Бабу, Ловац на змајеве понавља тему показујући како ликови не могу да побегну од своје прошлости.

## Критика
У прве две године након објављивања, продато је преко 70.000 тврдих примерака заједно са 1.250.000 меких примерака. Иако се књига добро продавала у тврдом повезу, „популарност није почела да расте све до 2004. када је изашло издање у меком повезу, када су је почели да купују клубови читалаца.“  Почела је да се појављује на листи бестселера у септембру 2004. и постао бестселер Њујорк Тајмса у марту 2005. задржавши своје место на листи две године. До објављивања трећег романа Халеда Хосеинија 2013. године, у Сједињеним Државама је продато преко седам милиона примерака. Књига је добила јужноафричку награду Боеке 2004. Проглашена је за књигу године читалачке групе за 2006. и 2007. и предводила је листу од 60 наслова Penguin/Orange Reading Group у Уједињеном Краљевству.
Критички гледано, књига је била добро примљена, иако контроверзна. Ерика Милви похвалила га је као „лепо написану, запањујућу и срцепарајућу“. Тони Симс написао је да књига „открива лепоту и агонију измученог народа јер прича причу о невероватном пријатељству између два дечака са супротних крајева друштва, и о проблематичној, али трајној вези између оца и сина". Амелија Хил је оценила: „Ловац на змајеве је потресан први роман Халеда Хосеинија“ који је „истовремено разарајући и инспиративан.“ Слично повољна рецензија је штампана у Publishers Weekly. Директор маркетинга Мелиса Митингер је приметила: „То је једноставно одлична прича. Велики део се заснива на свету који не познајемо, свету који тек почињемо да познајемо. Добро написана, објављена у 'право време' од стране аутора који је истовремено шармантан и промишљен у својим личним наступима за књигу." Индијско-амерички глумац Асиф Мандви се сложио да је књига "невероватна прича... Ради се о људским бићима. Ради се о искупљењу, а искупљење је моћна тема.“ Прва дама Лора Буш похвалила је причу као „заиста сјајну“. Саид Таиеб Џавад, 19. авганистански амбасадор у Сједињеним Државама, јавно је подржао роман, рекавши да ће књига помоћи америчкој јавности да боље разуме авганистанско друштво и културу.
Едвард Хауер из Њујорк тајмса анализирао је приказ Авганистана пре и после талибана: "Хосеинијев приказ предреволуционарног Авганистана је богат топлином и хумором, али и напет због трвења између различитих етничких група нације. Амиров отац, или Баба, персонификује све што је безобзирно, храбро и арогантно у његовом доминантном племену Паштуна... Платно романа постаје мрачно када Хосеини описује патњу своје земље под тиранијом Талибана, на које Амир наилази када се коначно враћа кући, надајући се да ће помоћи Хасану и његовој породици. Последња трећина књиге препуна је прогањајућих слика: човек, који очајнички жели да нахрани своју децу, покушава да прода своју вештачку ногу на пијаци; прељубнички пар каменован до смрти на стадиону током полувремена фудбалске утакмице; храпави дечак приморан на проституцију, плешући кораке које је некада изводио мајмун уз оргуље".
Меган О’Роуке, критичар културе и саветодавни уредник часописа Слејт магазин, на крају је оценила да је роман осредњи, написавши да је „ово роман који истовремено настоји да пружи информативни портрет великих размера и да постави драму искупљења мањег обима, али је терапеутски алегорија опоравка може само да поткопа њене реалистичке амбиције. Људи доживљавају своје животе у позадини своје културе, и док се Хосеини мудро избегава да само егзотизира Авганистан као монолитно страно место, он толико ради да свој роман учини емоционално доступним Амерички читалац да готово да нема места, на крају, да дуго разматрамо шта би могло да разликује Авганистанце и Американце.“ Сара Смит из Гардијана је мислила да је роман почео добро, али је почео да посустаје при крају. Сматрала је да је Хосеини био превише фокусиран на потпуно искупљење главног јунака у трећем делу и да је на тај начин створио превише нереалних коинциденција које су Амиру дале прилику да поништи своје грешке из прошлости.

## Контроверзе
Америчко библиотечко удружење је известило да је роман био једна од њених најизазовнијих књига из 2008. године, са вишеструким покушајима да се уклони из библиотека због њеног „увредљивог језика, сексуално експлицитног [садржаја] и неприлагођености [способности] старосној групи. „Авганистански амерички читаоци су били посебно непријатељски расположени према приказивању Паштуна као тлачитеља и Хазара као потлачених. Хосеини је у једном интервјуу одговорио: „Никад не кажу да говорим о стварима које су неистините. Њихова тврдња је: 'Зашто мораш да причаш о овим стварима и да нас срамотиш? Зар не волиш своју земљу?“
Филм је изазвао више контроверзи кроз сцену силовања од 30 секунди, уз претње упућене деци глумцима, који су пореклом из Авганистана. Зекерија Ебрахими, 12-годишњи глумац који је тумачио Амира, морао је да буде уклоњен из школе након што су му хазарски другови из разреда запретили да ће га убити, а Paramount Pictures је на крају био приморан да пресели троје деце у Уједињене Арапске Емирате. Министарство културе Авганистана забранило је дистрибуцију филма у биоскопима или ДВД продавницама, наводећи могућност да би етнички наглашена сцена силовања у филму могла да подстакне расно насиље у Авганистану.

## Адаптација
Четири године након објављивања, Ловац на змајеве је адаптиран као филм у којем глуме Калид Абдала као Амир, Хомајун Ершади као Баба и Ахмад Кан Махмузада као Хасан. Првобитно је била планирана премијера у новембру 2007. године, али је датум објављивања померен за шест недеља да би се авганистанска деца звезда евакуисала из земље након што су добили претње смрћу.

Иако су рецензије углавном биле позитивне, а Entertainment Weekly је коначан производ сматрао „прилично добрим“, приказ етничких тензија и контроверзне сцене силовања изазвао је гнев у Авганистану. Хангама Анвари, комесар за права детета при Независној комисији за људска права Авганистана, прокоментарисао је: "Не би требало да се играју са животима и безбедношћу људи. Хазари ће то схватити као увреду."
Хосеини је био изненађен обимом контроверзе коју је изазвала сцена силовања и рекао је да авганистански глумци не би били глумци да су студији знали да ће им животи бити угрожени. Веровао је да је сцена неопходна да би се „одржала целовитост“ приче, јер физички напад сам по себи не би толико утицао на публику.